# The Purple Album
The Purple Album е дванадесетият студиен албум на британската хардрок група Уайтснейк. Той съдържа кавър композиции от периода на Дейвид Ковърдейл в третия и четвъртия състав на Дийп Пърпъл в годините 1973 – 1976. Албумът е издаден на 15 май 2015 в Европа.

### Списък на песните
1. Burn[1] – 6:56
2. You Fool No One[2] (Interpolating Itchy Fingers) – 6:23
3. Love Child[3] – 4:12
4. Sail Away[4] – 4:53
5. The Gypsy[5] – 5:29
6. Lady Double Dealer[6] – 3:54
7. Mistreated[7] – 7:37
8. Holy Man[8] – 4:41
9. Might Just Take Your Life[9] – 4:41
10. You Keep on Moving[10] – 5:06
11. Soldier of Fortune[11] – 3:19
12. Lay Down Stay Down[12] – 3:51
13. Stormbringer[13] – 5:17

Бонусни композиции
1. Lady Luck[14] – 3:01
2. Comin' Home[15] – 4:16

### Състав
- Дейвид Ковърдейл – вокал
- Реб Биич – китара, вокал
- Джоел Хоукстра – китара, аустична китара, вокал
- Майкъл Девин – бас, хармоника, вокал
- Томи Олдридж – барабани, перкусия
- Дерек Хиланд – кииборд (гост музикант)